# 泰尔诺韦 (卢汉斯克区)
48°27′13″N 39°24′46″E / 48.45361°N 39.41278°E
泰爾諾韋（烏克蘭語：Тернове）是位於烏克蘭東部的村莊，由盧甘斯克州卢甘斯克区的青年近衛軍村市鎮負責管轄。該村始建於1954年，面積1.01平方公里，海拔高度165米，2001年人口69，人口密度每平方公里68.2人。